# ال بوسته
ال بوسته (به اسپانیایی: El Buste) یک دهستان در اسپانیا است که در استان ساراگوسا واقع شده‌است. ال بوسته ۷ کیلومتر مربع مساحت و ۹۸ نفر جمعیت دارد.